# 联邦警卫局
联邦警衛局（俄语：Федеральная служба охраны，俄语缩写：ФСО，拉丁语转写缩写：FSO）是俄罗斯联邦负责保护总统和其他高级别官员的机构，它继承自苏联时代的克格勃第9总局。

## 历史
1990年，克格勃第9总局更名为“克格勃警卫总局”，1991年9月，克格勃警卫总局从克格勃调入苏联总统办公厅（俄语：Аппарате Президента СССР），负责苏联总统的安全，同时，俄罗斯苏维埃联邦社会主义共和国建立了总统警卫局（俄语：Служба безопасности Президента）和警卫总局（俄语：Главное управление охраны）分别来负责俄罗斯苏维埃联邦社会主义共和国总统和其它俄罗斯苏维埃联邦社会主义共和国高级官员的安全。
1991年12月26日，苏联最高苏维埃宣布苏联不复存在，苏联正式解体，总统警卫局和警卫总局保留了下来，他们分别负责新成立的俄罗斯联邦的总统和其它高级官员的安全。
1996年5月27日，俄罗斯联邦政府将警卫总局与总统警卫局合并，组建了联邦警卫局，总统警卫局成为联邦警卫局下辖的总统警卫处。2004年，负责信号情报的政府通讯与信息局被并入联邦警卫局，成为联邦警卫局下属的特别通信与信息处（俄语：Служба специальной связи и информации）。

## 现状
联邦警卫局负责俄罗斯总统和其他高官的安全，控制着可以在全球核战争爆发时使用的“黑匣子”。
联邦警卫局下属：
- 联邦警卫局学院（奥廖尔与沃罗涅日）
- 总统车库
- 克里姆林宫总统团，负责保卫克里姆林宫的安全
  - 仪仗队
  - 军乐队
  - 骑兵荣誉护卫队 - 前俄罗斯联邦武装力量第11独立骑兵团
- 特别通信与信息处，负责搜集信号情报以及维护俄罗斯的密码安全。

## 其他国家对应机构
- 中央警卫局（中华人民共和国）- 参照克格勃第9总局（英语：Ninth Chief Directorate (KGB)）的设置列为公安部九局
- 国家安全局特種勤務指揮中心（中华民国）
- 秘密勤务局（美国）
- 共和国总统警卫大队（法国）
- 警卫局（澳大利亚）
- 总统卫队（印度）